# Marat Safin
Marat Mihajlovič (Mubinovič) Safin [marát mihájlovič (mubínovič) sáfin] (tatarsko Marat Mөbin ulı Safin, Марат Мөбин улы Сафин, rusko Мара́т Миха́йлович (Муби́нович) Са́фин), ruski tenisač tatarske narodnosti, * 27. januar 1980, Moskva, Rusija.
Marat je starejši brat Dinare Safine.